# Joseph Gautier
Joseph Gautier (* 1794 in Lützen; † 18. September 1846 in Tabán, Ungarn) war ein Seiltänzer, Kunstreiter und Zirkusdirektor. Die Familie Gautier stammte ursprünglich aus Frankreich und war mehrere Generationen lang im Zirkusgeschäft tätig.

## Leben
Joseph Gautier war das dritte Kind des Jean Baptiste Gautier (* 1758 in Faucon; † 1822 in Ungarn) und der Rose Louise Lefèvre. Die Familie Gautier hatte im Zuge der Französischen Revolution Frankreich verlassen. Jean Baptiste Gautier besaß eine Menagerie und einen Zirkus; dessen Vater André wiederum war noch Landwirt in Faucon gewesen.
Joseph Gautiers ältere Geschwister waren Victoire und Didier Gautier, sein jüngerer Bruder hieß Jean Léonard Gautier. Zahlreiche Mitglieder der Familie Gautier betätigten sich als Kunstreiter, Tierdresseure und Seiltänzer; z. T. sind sie nicht eindeutig zu identifizieren. 1812 etwa war im Nördlingischen Intelligenzblatt zu lesen: „Mit gnädigster Erblaubniß werden die Kunstreiter nächsten Sonntag, wenn es die Witterung erlaubt, im Zeughaus zum Leztenmal sich produciren, wobei einer in einen Sack stecken, sich als Frauenzimmer umkleiden und zum Vorschein kommen wird. Auch sind die Vögel und Affen bis Sonntag Abends im Gasthof zum schwarzen Ochsen zu sehen; worauf um 7 Uhr die lezte gewöhnliche Vorstellung gegeben wird. Demoiselle Gautier wird auch auf einem Steifseile tanzen.“
In der Generation Joseph Gautiers scheint sich die Familie über verschiedene Länder verteilt zu haben. Den Geburtsorten seiner Kinder nach, soweit diese überliefert sind, dürfte sich Joseph Gautier zeitweise in Ungarn aufgehalten haben, wo er ja auch in relativ jungen Jahren starb. Sein Nachfolger wurde offenbar der Sohn Alexander Gautier.
Sein 1792 in Chaumont geborener Bruder Didier Gautier pflegte wie Joseph Gautier mit einer Seiltänzer- und Kunstreiter-Gesellschaft aufzutreten und war Zirkuseigentümer. Er starb 1872 in Gävle in Schweden. Der jüngere Bruder, Jean Léonard Gautier, 1787 in Berlin geboren, starb 1866 in Altona. Er war Besitzer einer Menagerie.
Joseph Gautier arbeitete zunächst als Seiltänzer und übernahm nach dem Tod seines Vaters im Jahr 1822 in Ungarn wohl dessen Unternehmen oder einen Teil davon. 1820 ging er eine erste Ehe ein, aus der die Kinder Alexander, Anton und Maria Magdalena Gautier hervorgingen; letztere wurde 1830 in Tirgu Mures in Siebenbürgen geboren und starb in Ungarn. Später heiratete Joseph Gautier Johanna Félicité Baunier, mit der er die Tochter Theresia und den Sohn Heinrich bekam. Die Tochter Theresia Caroline aus dieser Verbindung kam 1836 in Debrecen in Ungarn zur Welt und das letzte Kind, Sohn Heinrich, 1841 in Landau in der Pfalz.
1823 residierte ein Kunstreiter Gautier, möglicherweise Joseph Gautier, im Wiener Prater und präsentierte Tierdressuren sowie Voltigierstücke, die als schottisch angepriesen wurden. Allerdings war in der Zeitung für die elegante Welt zu lesen, dass es mit dem Attribut „schottisch“ wohl nicht viel auf sich hatte: Im Prater habe der Kunstreiter Gautier sein Quartier aufgeschlagen, „der nicht nur durch Hirsche, Hunde und Affenproduktionen, sondern auch durch schottische Voltigierstücke die Zuschauer zu unterhalten bemüht“ sei. Diesen Beinamen führten die Kunststücke, so spekulierte der Schreiber der Korrespondenz aus Wien, wahrscheinlich zu Ehren Walter Scotts und weil Gautier hoffe, damit Scott-Leser heranzulocken. Der Besuch seiner Vorführungen sei zwar an den Sonntagen rege, doch hätten die Besucher mehr Interesse an den vier- als an den zweibeinigen Künstlern – was bei einem Schausteller, der auch auf Tierdressuren setzte, allerdings nicht wundernehmen kann.
Für dasselbe Jahr sind Auftritte Joseph Gautiers mit der Kunstreitergesellschaft von Jacques Tourniaire in Breslau belegt; unter anderem wurde angekündigt: „Der junge Tourniaire und Herr Joseph Gautier werden auf zwey ungesattelten Pferden im vollen Carriere Le Pas de Incas, im analogen Costüme produciren.“ Etwa zwei Wochen später stand etwas anderes auf dem Programm: „Herr Joseph Gautier wird verschiedene Uebungen und Sprünge auf dem Seile mit der Balancierstange machen, und dann den außerordentlichen Sprung durch ein Faß auf dem Seile und zu gleicher Zeit den großen Salto mortale ausführen.“
1825 war Joseph Gautier mit der Kunstreiter-Gesellschaft Johann Hinnés unterwegs; angekündigt wurde: „Herr Gautier wird sich ganz unerwartet auf einem sehr raschen Pferde produziren und mit dem Saltomortal rückwärts im größten Lauf seines Pferdes endigen. […] – Herr Gautier wird sich in großen Grotesk-Sprüngen auszeichnen und über Bänder, Leinwand und Leitern springen. – […] Die Gesellschaft besteht aus 21 Personen beiderlei Geschlechts, mit 20 Pferden und 1 Hirsch.“ Später leitete Joseph Gautier eine eigene Seiltänzer- und Kunstreiter-Gesellschaft. 1839 gab er zugunsten des durch einen Brand beschädigten englischen Fräuleinstifts in Brixen sowie vom Hagelschlag geschädigter Gemeinden im Unterinntal eine Benefizvorstellung mit seiner Kunstreiter-Gesellschaft.
Die Bezeichnung mancher Kunststücke als schottisch blieb bei Gautier in Gebrauch. Aus der Zeit um 1840/42 sind zahlreiche Zeitungsannoncen und Programmzettel in deutscher Sprache erhalten geblieben. 1842 kündigte Joseph Gautier unter anderem an, er werde „auch einen schottischen Tanz auf dem gespannten Seile ausführen und dabei die Violine auf verschiedene Arten spielen, dann, während“ er die Trompete blasen werde, „einen Salto mortale machen.“
Gautier bezeichnete sich in Annoncen und auf Anschlagzetteln oft als Bürger des ungarischen Ortes Esseg (Osijek) und von Nagy-Károly.